# Signalspaningsnämnden
Signalspaningsnämnden var en svensk statlig myndighet som sorterade under Försvarsdepartementet och ansvarade för tillståndsgivning enligt lagen (2008:717) om signalspaning i försvarsunderrättelseverksamhet, den så kallade FRA-lagen. Nämndens ordförande var chefsrådmannen Runar Viksten. 
Nämnden påbörjade sitt arbete 1 januari 2009 och den 1 december 2009 ersattes den av Försvarsunderrättelsedomstolen.